# Lichtenvoorde

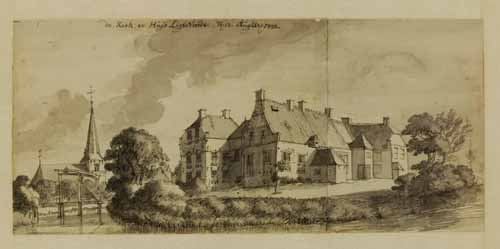
Kasteel Lichtenvoorde

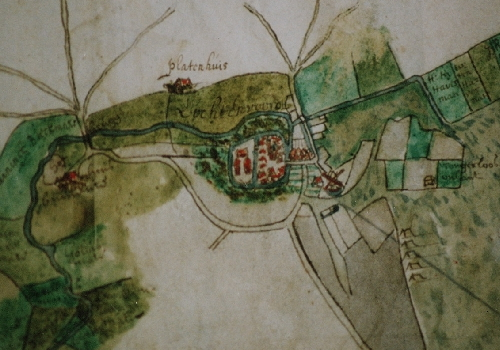
Lichtenvoorde in 1634. Het noorden ligt links.

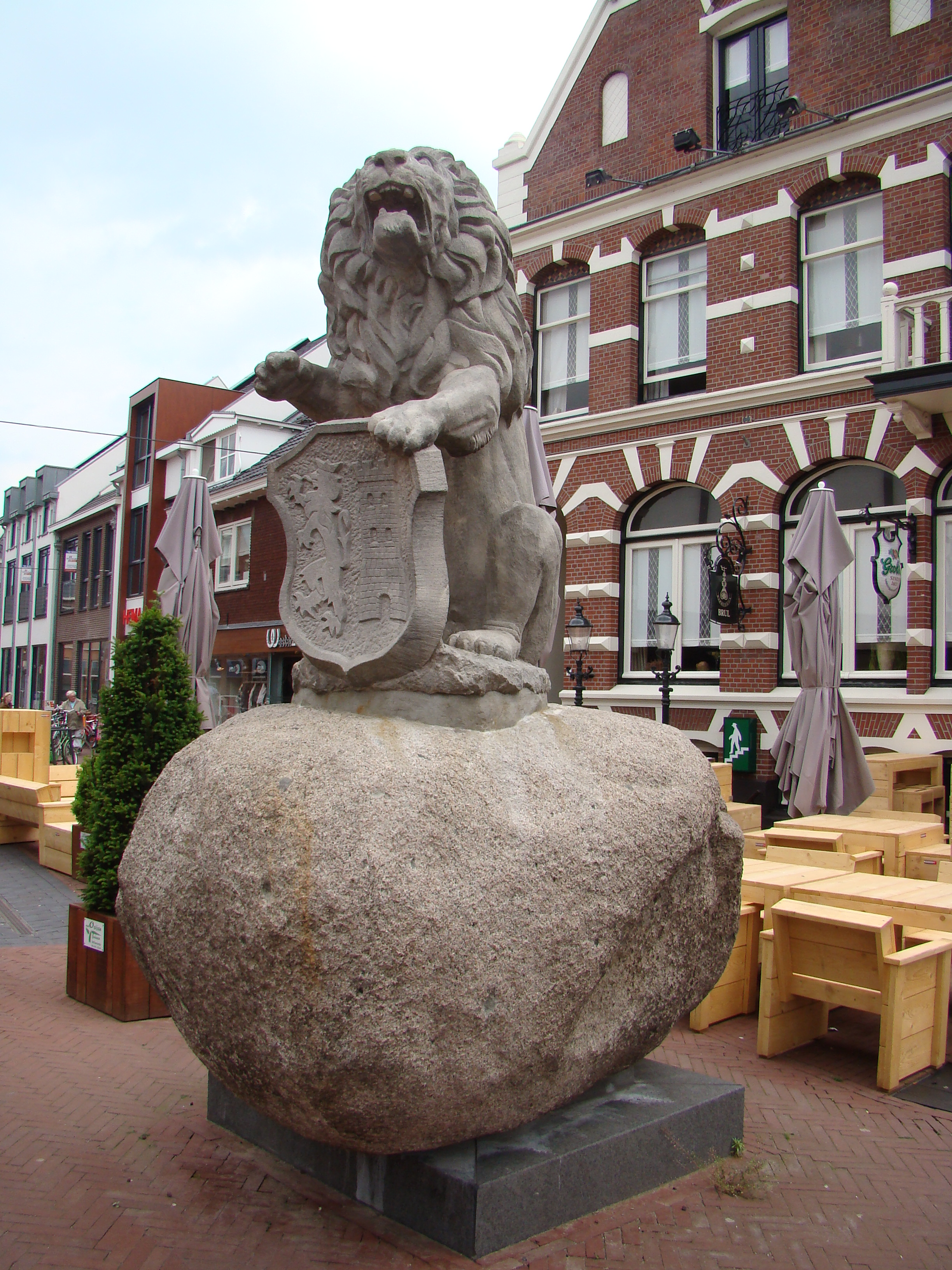
De Lichtenvoordse zwerfkei

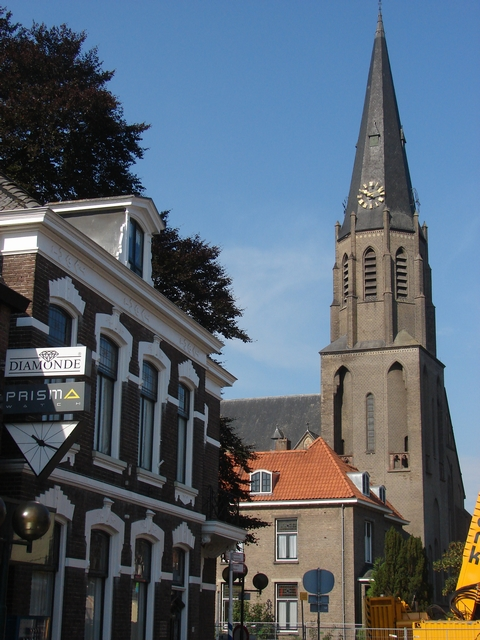
Centrum van Lichtenvoorde met zicht op de rooms-katholieke parochiekerk Sint-Bonifatiuskerk.

Lichtenvoorde (Nedersaksisch: Lechtnvoorde) is een Nederlandse plaats in de gemeente Oost Gelre in de Achterhoek, provincie Gelderland.

## Geschiedenis
In het begin van de 14e eeuw liet Gijsbert IV van Bronckhorst, kasteel Lichtenvoorde bouwen bij een voorde in het zuidelijk deel van de heerlijkheid Borculo. Het wordt voor het eerst vermeld in 1312 onder de naam 'Lichtenuorde'. In 1496 stichtte Frederik van Bronckhorst een kapel bij het kasteel, waaruit later een zelfstandige parochie zou voortkomen. Eerder hoorde Lichtenvoorde met de omliggende buurschappen Vragender, Lievelde en Zieuwent kerkelijk onder Groenlo. Bij het kasteel en de kapel ontstond ook een dorp, het huidige Lichtenvoorde.
In 1616 werd de toenmalige voogdij Lichtenvoorde losgemaakt van de heerlijkheid Borculo en werd Lichtenvoorde een zelfstandige heerlijkheid. Binnen deze heerlijkheid lagen twee havezaten, Tongerlo en Harreveld. De heerlijkheid werd bij akte van 27 december 1776 gekocht door Stadhouder Willem V. Tot de Bataafse Revolutie in 1795 bleef de heerlijkheid een persoonlijk bezit van de Oranjes. Nadien bleef alleen de titel "Heer van Lichtenvoorde" behouden. Een van de titels van Willem-Alexander is daardoor nog "Heer van Lichtenvoorde" (zie Titels van de Nederlandse koninklijke familie). Hoewel Lichtenvoorde in oude akten wel als stad wordt aangeduid is geen datum bekend waarop het stadsrechten werd verleend. Lichtenvoorde was echter wel omgracht en verdedigbaar. Met gracht en poorten kon men voorkomen dat er ongewenst volk binnenkwam.
Doordat Lichtenvoorde lang tot het bisdom Münster behoorde en de Contrareformatie er - ondanks de calvinistische invloed door de Staatse overheid - effectief werd doorgevoerd, wordt Lichtenvoorde met zijn onmiddellijke omgeving nog altijd door een rooms-katholieke meerderheid gekenmerkt. De oudste kerk van Lichtenvoorde, de Johanneskerk uit 1648, is als protestante kerk gebouwd op de locatie van een eerdere miskapel. De rooms-katholieke gemeenschap belijdt haar geloof in de Sint-Bonifatiuskerk die in de jaren 1912-1913 gebouwd is.
Op 5 september 1735 viel Lichtenvoorde tijdens een kermis ten prooi aan een stadsbrand en brandde geheel af. De brand was begonnen in het huis van Bernardus Planten. Het archief van Lichtenvoorde ging verloren. Op 18 september 1868 gingen bij een grote brand de pastorie en een zestal naastgelegen huizen verloren.

## Keienslöppers
Op de markt van Lichtenvoorde bevindt zich een zwerfkei van ruim 20.000 kg. Deze kei werd op 15 maart 1874 door 99 Lichtenvoordse schoenmakers vanuit het Vragenderveld naar de markt gesleept. Daar zou hij als voetstuk dienst gaan doen ter gelegenheid van het 25-jarig regeringsjubileum van koning Willem III van 12 mei dat jaar. Met zware kettingen werd de steen op een houten raam gelegd om de steen te verslepen. Hemelsbreed is dat een afstand van ongeveer vier kilometer. Vijftig jaar eerder had men de steen ontdekt en een poging gewaagd de steen te verplaatsen. Toentertijd had men niet de beschikking gehad over de juiste middelen (de steen bleek niet van zijn plaats te krijgen) en een goede weg voor het transport van de kei ontbrak. Aan deze gebeurtenis dankt Lichtenvoorde de bijnaam "Keistad" en danken de inwoners hun bijnaam "Keienslöppers" (Keislepers). In 1880 gingen de schoenmakers van Lichtenvoorde nog prat op hun kracht. Twee schoenmakers gingen een weddenschap aan om een baal hooi met een gewicht van 1500 kilo te slepen, waartoe zij inderdaad in staat bleken. Boven op de steen werd een beeld van een liggende leeuw geplaatst. Deze leeuw was ontleend aan het wapen van de heren van Bronkhorst. Deze liggende leeuw werd in 1897 vervangen door een zittende leeuw, onder wiens voorpoot het wapen van Lichtenvoorde was geplaatst. Deze tweede leeuw was medio jaren 60 zo verweerd en door vandalisme beschadigd dat de gemeente Lichtenvoorde aan beeldhouwer Emil Ebert (1924-2000) uit Bocholt opdracht gaf een nieuwe leeuw te vervaardigen. De nieuwe leeuw werd op 15 oktober 1966 geplaatst. Ook deze huidige, derde leeuw is een zittende leeuw die met één voorpoot het gemeentewapen vasthoudt. Het gemeentewapen is verkregen op 28 september 1891. Het wapen verbeeldt de leeuw zelf en een burchttoren.

## Oost Gelre

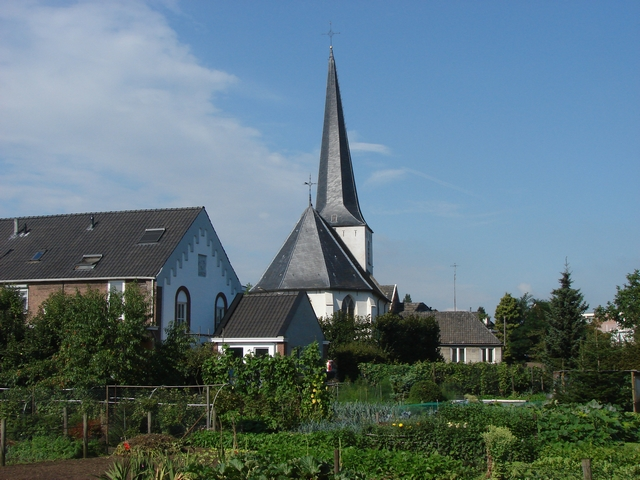
Johanneskerk (PKN) te Lichtenvoorde

Met uitzondering van de jaren 1798 tot 1811 toen Lichtenvoorde met haar buurtschappen bestuurlijk onder het Ambt Bredevoort viel, was Lichtenvoorde tot 1 januari 2005 een zelfstandige gemeente, met de kernen Harreveld, Lichtenvoorde, Lievelde, Vragender en Zieuwent. Per die datum werd de gemeente samengevoegd met Groenlo en het dorp Mariënvelde dat eerst (gedeeltelijk) bij de gemeente Ruurlo hoorde. De officiële naam van de nieuwe gemeente werd "Groenlo" maar als officieuze werknaam werd aanvankelijk de naam "Groenlo-Lichtenvoorde" gebruikt. Per 1 januari 2006 gebruikt de gemeente Oost Gelre als werknaam en sinds 19 mei 2006 is deze naam officieel.

### Verkiezingsuitslagen[10]
|                    | 1982    | 1982   | 1986    | 1986   | 1990    | 1990   | 1994    | 1994   | 1998    | 1998   | 2002    | 2002   |
| Partij             | Stemmen | Zetels | Stemmen | Zetels | Stemmen | Zetels | Stemmen | Zetels | Stemmen | Zetels | Stemmen | Zetels |
| ------------------ | ------- | ------ | ------- | ------ | ------- | ------ | ------- | ------ | ------- | ------ | ------- | ------ |
| CDA                | 4.113   | 8      | 5.666   | 10     | 5.305   | 10     | 4.773   | 8      | 4.346   | 8      | 3.825   | 7      |
| Gemeentebelangen   | 1.194   | 2      | 1.435   | 2      | 1.957   | 4      | 2.684   | 5      | 2.223   | 4      | 2.650   | 5      |
| VVD                | 1.269   | 2      | 1.184   | 2      | 747     | 1      | 1.094   | 2      | 1.100   | 2      | 1.699   | 3      |
| PvdA               | 787     | 2      | 1.583   | 3      | 1.304   | 2      | 1.121   | 2      | 1.346   | 3      | 823     | 2      |
| D66                | 315     | -      | -       | -      | -       | -      | -       | -      | -       | -      | 293     | -      |
| Gemeentelijk Appèl | 1479    | 3      | -       | -      | -       | -      | -       | -      | -       | -      | -       | -      |

## Evenementen
In Lichtenvoorde worden jaarlijks evenementen gehouden zoals de Zwarte Cross, het Dahliacorso, en diverse muziekfestivals. Andere jaarlijkse evenementen zijn de zomermarkt en koningsdag- en nacht. De Lichtenvoordse kermis heeft regionale aantrekkingskracht.

## Sport
- Sportvereniging Longa '59 speelde jaren in top van de eredivisie volleybal dames mee, maar vanwege nijpend geldgebrek moest het team zich in december 2009 uit de competitie terugtrekken.
- LZV speelde jaren in de Eredivisie Futsal (zaalvoetbal) mee, maar is in het seizoen 2008-2009 gedegradeerd.
- Schaakvereniging Rokade speelde in het seizoen 2013-2014 in de promotieklasse van de Oostelijke Schaakbond.
- Zwem- en poloclub Livo doet ieder jaar mee aan de Nederlandse Kampioenschappen Zwemmen en Nederlandse Competities Waterpolo. In Nordhorn wordt jaarlijks deelgenomen aan de internationale zwemwedstrijden aldaar.
- De Lichtenvoordse tafeltennisvereniging heet Litac.
- Voetbalclub Longa '30 speelt in de Vierde Divisie van het amateurvoetbal. De club heeft meer dan 1100 leden. Het standaardelftal speelde als eerste voetbalclub uit de Achterhoek in de hoofdklasse.
- FRC Stone Lions (rugbyclub) opgericht in 1978 Aangesloten bij de Nederlandse rugby bond en in zijn hoogtijdagen bestaande uit twee heren en één dames en één jeugd team, voor deze kleine sport was dat een uitzondering in een kleine gemeenschap als Lichtenvoorde. Helaas is deze prachtige sport voor Lichtenvoorde in 2012 verloren gegaan.

## Trivia
- In de eerste helft van de 20e eeuw kon men vanaf Lichtenvoorde in drie richtingen reizen per stoomtram, naar Groenlo, Zeddam en Bocholt.
- In 2002 werd Lichtenvoorde uitgeroepen tot 'De groenste gemeente van Nederland', het jaar erop won het zilver in de internationale competitie.

## Geboren in Lichtenvoorde
- Willem Henricus Jacobus Theodorus van Basten Batenburg (1862-1936), politicus
- Hendrikus Dirk Jan Beernink (1910-1945), verzetsstrijder
- Anton Kothuis (21 april 1935-2007), filmmaker en (stem)acteur
- Egbert van Hees (2 mei 1930 - 8 januari 2017), regisseur
- Henk Berendsen (4 januari 1947-2007), fysisch geograaf
- Jan Manschot (21 september 1947-21 januari 2014), medeoprichter band Normaal, drummer
- Mirjam Hooman-Kloppenburg (4 januari 1966), tafeltennisspeelster
- Tom Holkenborg alias Junkie XL (8 december 1967), dj, producer en componist
- Sander Boschker (20 oktober 1970), voetballer
- Erik Eggens (30 augustus 1977), motorcrosser
- Dave Bus (19 mei 1978), voetballer
- Hidde Jurjus (9 februari 1994), voetballer
- Moïsa van Koot (9 juni 2001), voetbalster
- Ties Wieggers (13 december 2002), voetballer